# Всехсвятский, Сергей Константинович
Серге́й Константи́нович Всехсвя́тский (7 (20) июня 1904, Москва — 6 октября 1984, Киев) — советский астроном.

## Биография
В 1925 году окончил Московский университет. В 1924—1935 годах работал в Астрофизическом институте, в 1935—1939 годах — сотрудник, заместитель директора Пулковской обсерватории, в 1939—1981 — профессор, заведующий кафедрой астрономии Киевского университета.
Основные научные работы относятся к физике комет, Солнца и солнечной активности, к проблемам космогонии. Разработал ряд вопросов механической теории комет, доказал быструю дезинтеграцию периодических комет. В 1932 году на новой основе развил гипотезу Ж. Л. Лагранжа о выбросах комет с поверхности планет и их спутников. В 1960 году высказал предположение о существовании кольца вокруг Юпитера, которое впоследствии (1979) было обнаружено американским космическим аппаратом «Вояджер-1». По результатам наблюдений солнечной короны во время затмений установил существование протяжённых корональных потоков (впоследствии названых «солнечным ветром»), вызывающих магнитные бури и возмущения в ионосфере Земли. В 1955 году совместно с учениками разработал динамическую теорию короны Солнца. В ряде работ отстаивал мнение о влиянии планет на развитие солнечной активности.
Похоронен на Байковом кладбище в Киеве.

## Семья
- Иоста — дочь.

Двоюродные братья (по линии матери):
- Жданов, Андрей Александрович — партийный деятель
- Астапович, Игорь Станиславович — астроном

## Награды и премии
- Премия имени Ф. А. Бредихина АН СССР (1978) — за составление каталога абсолютных величин и физических характеристик комет
- Медаль Астрономического совета АН СССР «За обнаружение новых астрономических объектов» (1979);
- Медаль им. Ю. А. Гагарина Федерации космонавтики СССР;
- Именем Всехсвятского названа малая планета 2721 Vsekhsvyatskij (первоначальное обозначение — 1973 SP2), открытая Н. С. Черных 22 сентября 1973 года в Крымской астрофизической обсерватории.

## Научные труды
- «Физические характеристики комет» (1958) с серией дополнений (выходили до 1974), в том числе «Общий каталог абсолютных величин комет», включающий сведения для всех известных на тот момент кометных появлений[4];
- «Природа и происхождение комет и метеорного вещества» (1967);
- «Проблемы современной космогонии» (1969) (в соавторстве).